# Столичний потік (притока Чєрної води)
Столичний потік (словац. Stoličný potok) — річка в Словаччині, ліва притока Чєрної Води, протікає в округах Пезінок, Сенець і Ґаланта.
Довжина — 38.9 км; площа водозбору 240,9 км².
Бере початок в масиві Малі Карпати на висоті 470 метрів. Протікає селами Модра і Шенквиці. Впадають Віштуцький потік і Грушковий потік.
Впадає у Чєрну воду біля села Вельке Уляни на висоті 118 метрів.